# Roméo et Juliette

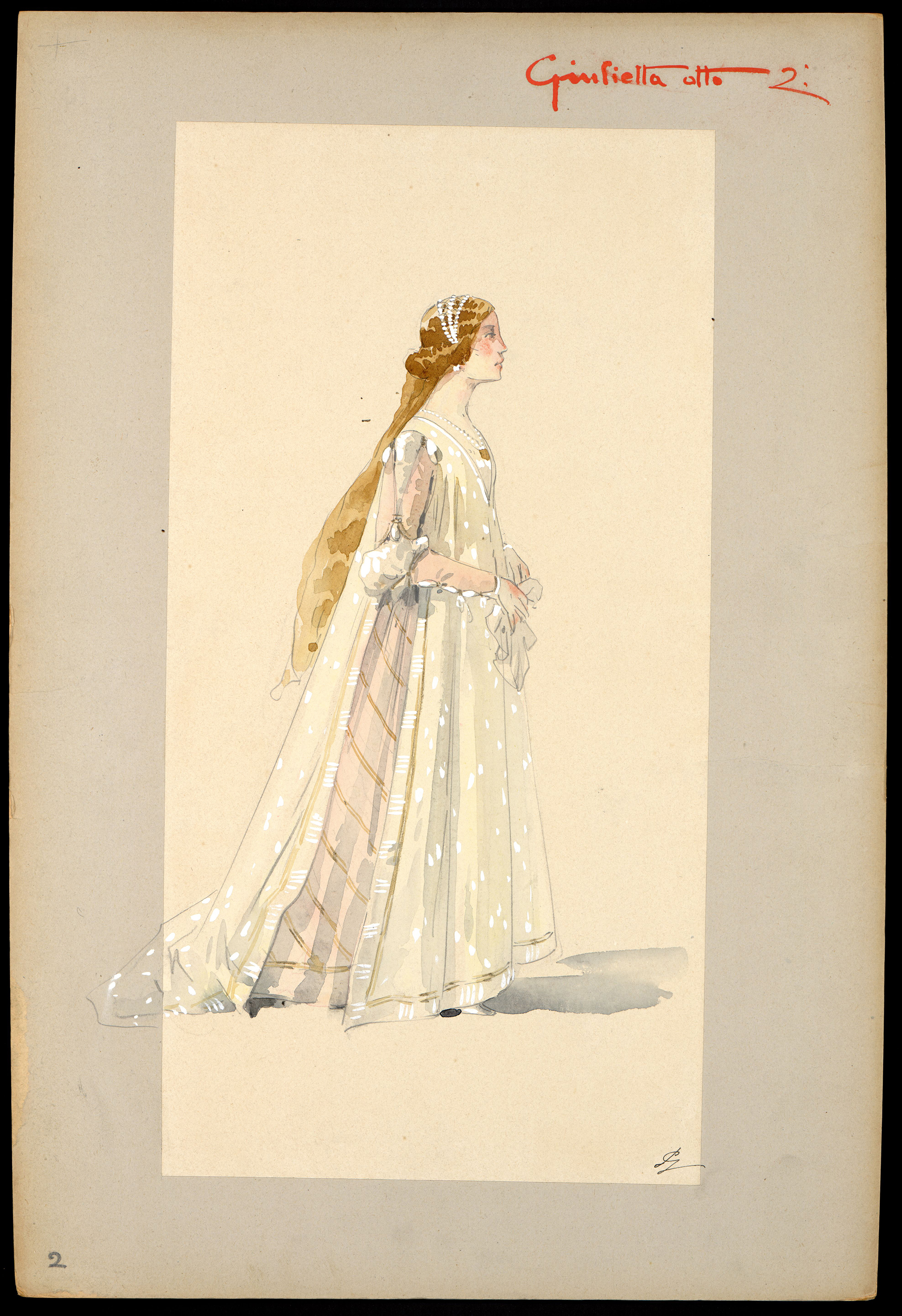
Giulietta (soprano), costume design for Roméo et Juliette act 2 (1911).

Roméo et Juliette (Romeu e Julieta), ópera em 5 atos de Charles Gounod, com libreto de Jules Barbier e Michel Carré, baseado na peça homônima de William Shakespeare. Estreou no Théâtre Lyrique de Paris, a 27 de abril de 1867.